# Jagdgeschwader 136
Das Jagdgeschwader 136 war ein Verband der Luftwaffe der Wehrmacht vor dem Zweiten Weltkrieg.

## Geschichte
Die I. Gruppe des Jagdgeschwaders 136 bildete sich am 1. Oktober 1936 in Jever, (Lage) aus der vormaligen Küstenjagdgruppe 136. Ein Geschwaderstab oder weitere Gruppen existierten nicht. Das Geschwader war anfangs mit der Heinkel He 51 und später mit der Arado Ar 64 und der Arado Ar 65 ausgestattet.
Am 1. November 1938 firmierte die I. Gruppe, bis auf die 4. Staffel, in die II. Gruppe des Jagdgeschwaders 333 um. Die 4. Staffel ging zur Trägergruppe 186. Damit hatte das Geschwader aufgehört zu bestehen.

## Gruppenkommandeure
- Major Hermann Edert, 1. Oktober 1936 bis 29. September 1937[3]
- Oberstleutnant Carl Schumacher, 29. September 1937 bis 1. November 1938[4]